# Yulia Prokopchuk
Yulia Prokopchuk est une plongeuse ukrainienne, née le 23 octobre 1986.

## Biographie
Elle remporte son premier titre européen en 2006 à la plateforme de 10 mètres.
Elle a participé à trois éditions des Jeux olympiques, en 2008, 2012 et 2016, avec comme meilleur résultat une huitième place obtenue à la plateforme de 10 mètres synchronisée en 2012.
Elle remporte la médaille de bronze à la plateforme de 10 mètres aux Championnats du monde 2013. Aux Championnats du monde 2015, elle décroche la médaille d'argent à l'épreuve par équipes.
En 2016, à Londres, elle remporte ses sixième et septième titres européens à la plateforme de 10 mètres (individuel et synchronisé).